# Стари Микановци
Стари Микановци су насеље и седиште истоимене општине у Републици Хрватској. Налази се у Вуковарско-сремској жупанији.

## Географија
Стари Микановци су најзападнија општина у Вуковарско-сремској жупанији. Општина се граничи са жупанијом осјечко-барањском, на три прилаза: Ђаково, Врбица (Осијек) и Стризивојна (Славонски Брод).
На потезу железничке пруге Загреб - Винковци сместила су се два села општине: Стари Микановци и Нови Микановци.
Крај Микановаца протичу притоке Босута: Биђ и Јошава с Казницом.
Земљиште на југу села Пачаре (ливаде) и Утвај (пашњак) заједно с делом који се зове Калуђер спада у мочварно тло.
Село окружују житородна поља, поља шећерне репе и шуме: стари и нови Пањик, Гајић, Реновица и Церик.

## Становништво
На попису становништва 2011. године, општина Стари Микановци је имала 2.956 становника, од чега у самим Старим Микановцима 2.383.
Према попису из 2001. општина броји 3.387 становника.
Оба села су настањена хрватским становништвом. Једна трећина становништва су староседеоци — Шокци, а остало становништво чине углавном досељеници (веће насељавање у Микановце током 20. века) из Босне и Херцеговине, Лике и Кордуна.

## Попис 1991.
На попису становништва 1991. године, насељено место Стари Микановци је имало 2.612 становника, следећег националног састава:
| Попис 1991.‍   | Попис 1991.‍  | Попис 1991.‍ | Попис 1991.‍ | Попис 1991.‍ |
| ------------- | ------------ | ----------- | ----------- | ----------- |
|               |              |             |             |             |
| Хрвати        | Хрвати       |             | 2.561       | 98,04%      |
| Словаци       | Словаци      |             | 8           | 0,30%       |
| Срби          | Срби         |             | 6           | 0,22%       |
| Југословени   | Југословени  |             | 3           | 0,11%       |
| Мађари        | Мађари       |             | 3           | 0,11%       |
| Немци         | Немци        |             | 3           | 0,11%       |
| Аустријанци   | Аустријанци  |             | 1           | 0,03%       |
| Русини        | Русини       |             | 1           | 0,03%       |
| Црногорци     | Црногорци    |             | 1           | 0,03%       |
| Чеси          | Чеси         |             | 1           | 0,03%       |
| остали        | остали       |             | 2           | 0,07%       |
| неопредељени  | неопредељени |             | 3           | 0,11%       |
| непознато     | непознато    |             | 19          | 0,72%       |
| укупно: 2.612 |              |             |             |             |

## Управа
Стари Микановци су општина коју чине два села: Стари Микановци и Нови Микановци. Општинско веће чини 13 већника, а начелник општине је Тадија Орловић.

## Историја
Први трагови живота датирају још из неолита и бронзаног доба. Пронађени су на Градини (данас се ту налази Основна школа Стјепана Цврковића). Значајан доказ о постојању насеља је Двојна посуда која припада вучедолској култури.
Из античког доба постоје остаци старе римске улице, као и бројни гробови, накит и новац из тог доба.

### Средњи век
На месту где данас леже Стари Микановци у 13. веку било је насеље Хрвати (забележено 1238. године у даровници херцега Коломана бискупу босанском).
Од тог давног доба па све до данас очувала се микановачка икавица. Говор старе акцентуације, који је специфичан за овај крај Источне Славоније јер се у готово свим селима око Старих Микановаца говорило екавски или полујекавски.
Године 1379. саграђена је данашња црква св. Бартола у Новим Микановцима, а вероватно је ту и раније био сакрални споменик (9. ст.).

### Војна крајина
До 1745. год. Микановци су се налазили у паорији, а реорганизацијом Војне крајине село улази у састав 7. бродске пуковније.
Године 1810. саграђена је црква св. Кларе у Ст. Микановцима, а 1869. основана жупа. 1828. отворена пучка учионица. 1878. устројена властита управна општина. 1918. основана хрватска читаоница. 1926. фудбалски клуб.

### 20. век
Први и Други светски рат односе многе животе у Микановцима, мештани су подијељени, једни у редове партизана, а други пак усташа, домобрана и немачку војску. Пред крај рата велики дио сељана прелази из осталих војски у партизане. У рату током 1990-их из Микановаца је учествовало више од 300 добровољаца и у њима се налазила ратна болница.

## Споменици и знаменитости
- Градина
- Двојна посуда — припада вучедолској култури. Пронађена на локалитету познатом под именом Дамића градина, место где се данас налази основна школа у Старим Микановцима.
- Црква св. Бартола
- Стара кућа породице Петричевић (из доба Војне крајине), је пример крајишке архитектуре.
- Црква св. Кларе

## Образовање
Основна школа у Старим Микановцима утемељена је 1828. године. Стара зграда школе била је саграђена у средишту села, уз цркву свете Кларе. Први познати учитељ био је крајишник Антун Петричевић. 1960. године школа је добила име „Стјепан Цврковић“ по истакнутом просветном делатнику, иначе Микановчанину. Од 1982. године школа делује у новој згради, саграђеној на Дамића градини (градина је узвишње на којем су пронађени бројни археолошки докази који сведоче о животу у Микановцима у доба римског царства па и раније).
Школу у Старим Микановцима од 5. разреда похађају и деца из суседне жупаније осјечко-барањске из села: Врбица, Ђурђанци и Ардушевац.
Основна школа у Новим Микановцима је четвероразредна, иначе је подручна школа ОШ у Вођинцима.

## Култура
- КУД „Шокадија“ Стари Микановци
- Приредба „Младост и љепота Славоније“
- Покладно јахање
- Дан општине Стари Микановци
- Луткарско пролеће
- Фестивал глумца

## Спорт

### Стари Микановци
- Шаховски турнир „Меморијал Марко Јарић — Зујо“, Стари Микановци
- ФК Шокадија Први фудбалски клуб основан 1926. године. Од тада до данас клуб носи име Шокадија, а од 2007. такмичи се у 3. хрватској фудбалској лиги исток.
- РК Микановци Активно делује већ дуги низ година, а данас се такмичи у 3. хрватској рукометној лиги исток. У сезони 1995./1996. РК Микановци био је члан 1б хрватске рукометне лиге.
- ШК Шокадија Данас члан 3. хрватске шаховске лиге исток, а пре неколико година наступали су и у другој лиги. Јуниори ШК Шокадија били су прваци Хрватске. У то вријеме је за њих играо данас најмлађи хрватски велемајстор и и хрватски шаховски олимпијац Анте Бркић.

### Нови Микановци
- ФК Слога Такмиче се у другој жупанијској фудбалској лиги.